# Кашмир (Вашингтон)
Кашмир (енгл. Cashmere) град је у америчкој савезној држави Вашингтон. По попису становништва из 2010. у њему је живело 3.063 становника.

## Демографија
Према попису становништва из 2010. у граду је живело 3.063 становника, што је 98 (3,3%) становника више него 2000. године.
| Група             | 2000.         | 2010.         |
| Белци             | 2.404 (81,1%) | 2.112 (69,0%) |
| Афроамериканци    | 0 (0,0%)      | 8 (0,3%)      |
| Азијати           | 9 (0,3%)      | 15 (0,5%)     |
| Хиспаноамериканци | 504 (17,0%)   | 870 (28,4%)   |
| Укупно            | 2.965         | 3.063         |